# 中島ヨ式²
『中島ヨ式²』（なかじまヨしきじじょう）は、声優中島ヨシキがパーソナリティを務めるラジオ番組である。2020年10月4日から2023年4月1日まで、文化放送の超!A&G+で配信されていた。

## 番組概要
- パーソナリティの中島ヨシキがリスナーからのメールを紹介しつつ、番組作りの裏側を見せながら“組み立てて”いく、実直型ラジオ番組。
- 2020年10月4日の初回放送では、まだ用意していなかったジングルの収録を本放送内で行う等、スタッフ達との座談会のようなまさにラジオの裏側を見ることができる番組構成となっている。
- 1クール限定で始まった『中島ヨ式』（旧番組名称）だったが、番組担当ディレクターからサプライズで継続発表があり[2]、番組名を『中島ヨ式²[3]』に一新。放送時間を幾度か変更しつつ、2023年4月1日まで番組は続いた。
- 番組公式Twitterハッシュタグ #ヨ式
- 2021年8月1日放送回では、パーソナリティが新型コロナウイルス感染症に罹患したことを受け、7月25日放送の第30回がリピート放送された。[4]

### 放送時間

#### 超!A&G+
- 2020年10月4日 - 12月27日
  - 毎週日曜 23:00 - 23:30（中島ヨ式）
- 2021年 1月 3日 – 3月28日
  - 毎週日曜 23:00 - 23:30（中島ヨ式²）
- 2021年 4月 4日 - 2022年3月27日
  - 毎週日曜 18:00 - 18:30（中島ヨ式²）
- 2022年 4月 2日 - 2023年4月1日
  - 毎週土曜 18:30 - 19:00（中島ヨ式²）

#### 公式YouTube配信
ニジスタchでは毎週、本編30分＋おまけ放送約10分が一本になったアーカイブが無料配信されていた。
- 2020年10月6日 - 2023年4月4日
  - 毎週火曜 19:00更新

## コーナー
ふつおた
リスナーから身の回りで起こったこと、近況報告、質問などを募集して紹介するコーナー。

事情はツー!
その業種、分野に詳しいことである「情報通」にちなみ、リスナーの仕事や趣味に関する界隈の様々な事情を募集し、紹介するコーナー。職場（趣味の界隈）で今何が流行っているのか、起こったエピソード、専門用語などを主に募集していた。

その確率●%?
リスナーの考える、世の中の事柄をパーセンテージで表したものを募集し、紹介するコーナー。あくまでも個人的な経験則でのパーセンテージや、あるあるネタのようなメールまで幅広く紹介している。

そういうとこだよ高橋くん
若かりし頃の失敗談、黒歴史等を募集し、紹介するコーナー。コーナー名の由来は番組プロデューサーである高橋が度々起こす「そういうとこだよ」な行動から。

恋愛方程式（仮）
2021年10月10日の第40回から追加された。恋愛シチュエーションと、「こう答えてほしい」という『理想の回答』を予め募集し、リスナーの考えた答えをパーソナリティが当てるクイズ形式のコーナー。模範解答ではなく、あくまでもリスナー自身が答えてほしい言葉を募集している。パーソナリティ曰く、大喜利ではなく真面目に「きゅん」を目指すコーナーである。
ベスト・オブ・ヨ式
「中島ヨ式」時代のコーナー。パーソナリティの思う最高の相性を発表する。「（リスナーから募集したワード）×（パーソナリティの考えるワード）＝ 最高!」をフォーマットとして、募集したワードと相性が『最高!』になるものを決定し、非公式の公式を作り上げていくコーナー。

和式・洋式・ヨ式
「中島ヨ式」時代のコーナー。リスナーが自由に考えたお題で、和式・洋式だと思うもの、そしてパーソナリティ中島ヨシキ的だと思うもの（ヨ式）を募集、紹介していた。

三段噺・ヨ式
「中島ヨ式」時代のコーナー。リスナーからキーワードと結末だけを募集し、引いた言葉3つと結末のワードを元に、パーソナリティが即興で1つの話を作り上げるコーナー。

プロデューサーへの質問
番組グッズ開発案の発表等、度々本編でもブース内に登場する新人番組プロデューサー高橋への質問コーナー。一時的に募集していたコーナーであり、パーソナリティの第一印象等の質問が寄せられていた。

## ゲスト
- 2022年4月16日 第67回：大塚剛央

## 関連グッズ
- 2022年2月13日発売　「中島ヨ式²」番組デートDVD in 横浜[5]（A&Gショップ）

## イベント
- 2022年4月10日 【中島ヨ式²】番組イベント[5]（文化放送 メディアプラスホール）
- 2023年3月19日　中島ヨ式²～ラストイベント「分解」～[6]（浜離宮朝日ホール・小ホール）